# Kälberbach (Werse)
Der Kälberbach (Werse) (Gewässerkennzahl [GWK]: 3214) ist ein orografisch linker Zufluss zur Werse in Nordrhein-Westfalen. Der 7,2 km lange Bach entspringt einem Teich in der Bauerschaft Herrenstein der Stadt Drensteinfurt und mündet nach einem nordöstlichen Lauf nordwestlich von Ahlen in die Werse. Er hat ein Einzugsgebiet von 20,2 km².

## Nebenflüsse
- Richterbach